# Estadio Feliciano Cáceres
Das Estadio Feliciano Cáceres (deutsch: Feliciano-Cáceres-Stadion) ist ein Fußballstadion in der paraguayischen Stadt Luque. 
Das Heimstadion des Fußballvereins Sportivo Luqueño wurde im Jahre 1999 erbaut und fasst 27.000 Zuschauer. Es wurde nach dem ehemaligen Clubpräsidenten, Feliciano Cáceres, benannt.

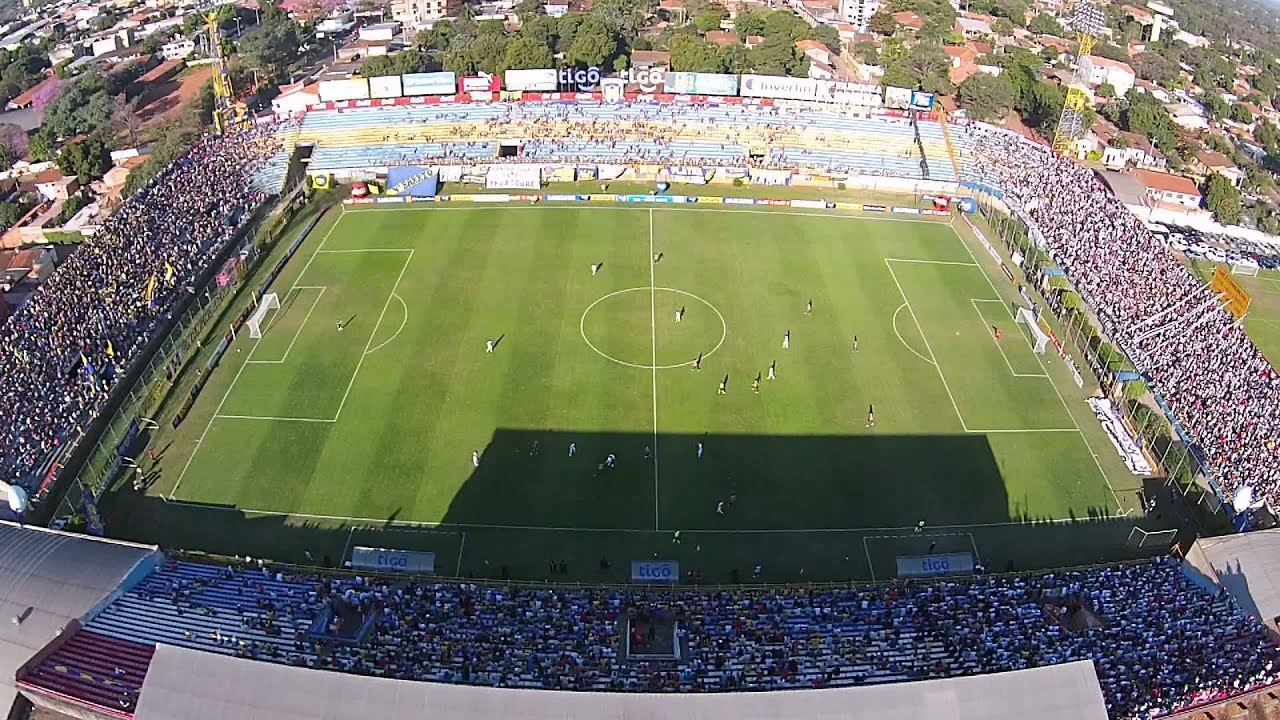
Stadium Felciano Caceres

Das Stadion war eines von fünf Austragungsorten der Copa América 1999. In ihm fanden Spiele der Nationalmannschaften von Uruguay, Kolumbien, Argentinien und Ecuador statt. Bei der U-20-Fußball-Südamerikameisterschaft 2007 war das Stadion Austragungsort von Spielen in der Finalrunde. 